# ادوسترول

ساختار شیمیایی ادوسترول

ادوسترول (به انگلیسی: Adosterol) با فرمول شیمیایی C۲۷H۴۵IO یک ترکیب شیمیایی با شناسه پاب‌کم ۴۱۴۹۱ است. که جرم مولی آن ۵۱۲٫۵۵ گرم بر مول می‌باشد. 